# Venga Monjas
Venga Monjas és un duet còmic i de guionistes de Barcelona compost per Esteban Navarro i Xavier Daura, que van iniciar la seva activitat el 2006 col·laborant amb diverses creacions audiovisuals a la plataforma de vídeos d'internet YouTube. Des de llavors, han projectat el seu estil d'humor en la creació diverses webseries i el seu treball de guionistes en sèries de televisió.

## Trajectòria
Xavi, que volia ser director de cinema còmic, va estudiar Publicitat i Relacions Públiques a la Universitat de Barcelona. Esteban, que volia ser dibuixant de còmics i fer animacions per Disney o Pixar, va estudiar Belles Arts en aquesta mateixa Universitat, i va fer un curs de disseny gràfic a l'Escola Joso de Barcelona. Quan tenien 20 anys, van decidir començar a gravar vídeos per pujar-los a Youtube amb una càmera de fotos de 3 MP que tenia opció de gravar vídeo, amb la qual tan sols disposaven de cinc minuts de gravació, havent d'estar així contínuament transferint els vídeos a l'ordinador, on posteriorment els s'editaven amb el programa d'edició Adobe Premiere.
Fer vídeos va ser un passatemps fins que el 2010 van començar a treballar com a guionistes de la sèrie Museo Coconut (Neox). Es van traslladar a Madrid el 2007, on amb l'ajuda Nacho Vigalondo, que els va promocionar al seu bloc, va aconseguir participar al programa Silenci (TV3). Des de llavors, Noguera ha col·laborat com a actor en nombroses ocasions amb Venga Monjas, en curtmetratges com Llamadme Claudia o Smoker Phone, i en Da suisa, un webserie amb episodis que consisteixen en paròdies de capítols de Els Simpson amb aportacions pròpies del duet còmic, i l'èxit els ha portat a fer shows en sales de diverses ciutats d'Espanya. El 2011 van crear per TNT la sèrie Galactic Gym, sobre un gos antropomorf que anava en un gimnàs.
Esteban és membre de Verkeren on ell usa el teclat (sintetitzadors) la seva música es caracteritza per l'ús de seqüenciadors i sintetitzadors, que es basen en una formació rock de guitarres afilades, baixos rítmics i bateries disco, on primen les melodies pop i les lletres de temàtica reflexiva. També membre del grup de progressive metal Cheeto's Magazine.